# بنی‌خزاعه
بنی‌خُزاعَه از قبایل عربستان بود.
در زمان محمد این قبیله بت پرست بود. محمد پیمان صلحی با آنها به مدت زمان نامحدود (تا زمانی که میثاق شکسته نشود) امضا کرده بود. بنی‌خزاعه روابط دوستانه‌ای با محمد داشت در حالی که دشمنش قبیله بنی‌بکر با اهالی مکه اتحاد داشت. پس از عقد صلح حدیبیه میان محمد و اهالی مکه، خاندانی از بنی‌بکر شبانه به بنی‌خزاعه یورش برده و تعدادی از آن‌ها را می‌کشند. اهل مکه متحدانشان (بنی‌بکر) را با فراهم کردن اسلحه کمک کرده بودند، و طبق برخی از منابع تعداد کمی از اهل مکه هم در جنگ شرکت کرده بودند. پس از این واقعه، محمد پیغامی به مکه فرستاد تا اهل مکه خون‌بهای کسانی که از قبیله بنی‌خزاعه کشته شده‌اند را بدهد یا اتحادشان با بنی‌بکر را برهم بزنند یا پیمان حدیبیه را منسوخ اعلام کنند. عدم پذیرش هیچکدام از این شرط‌ها منجر به نسخ پیمان حدیبیه شد.